# Köchelverzeichnis

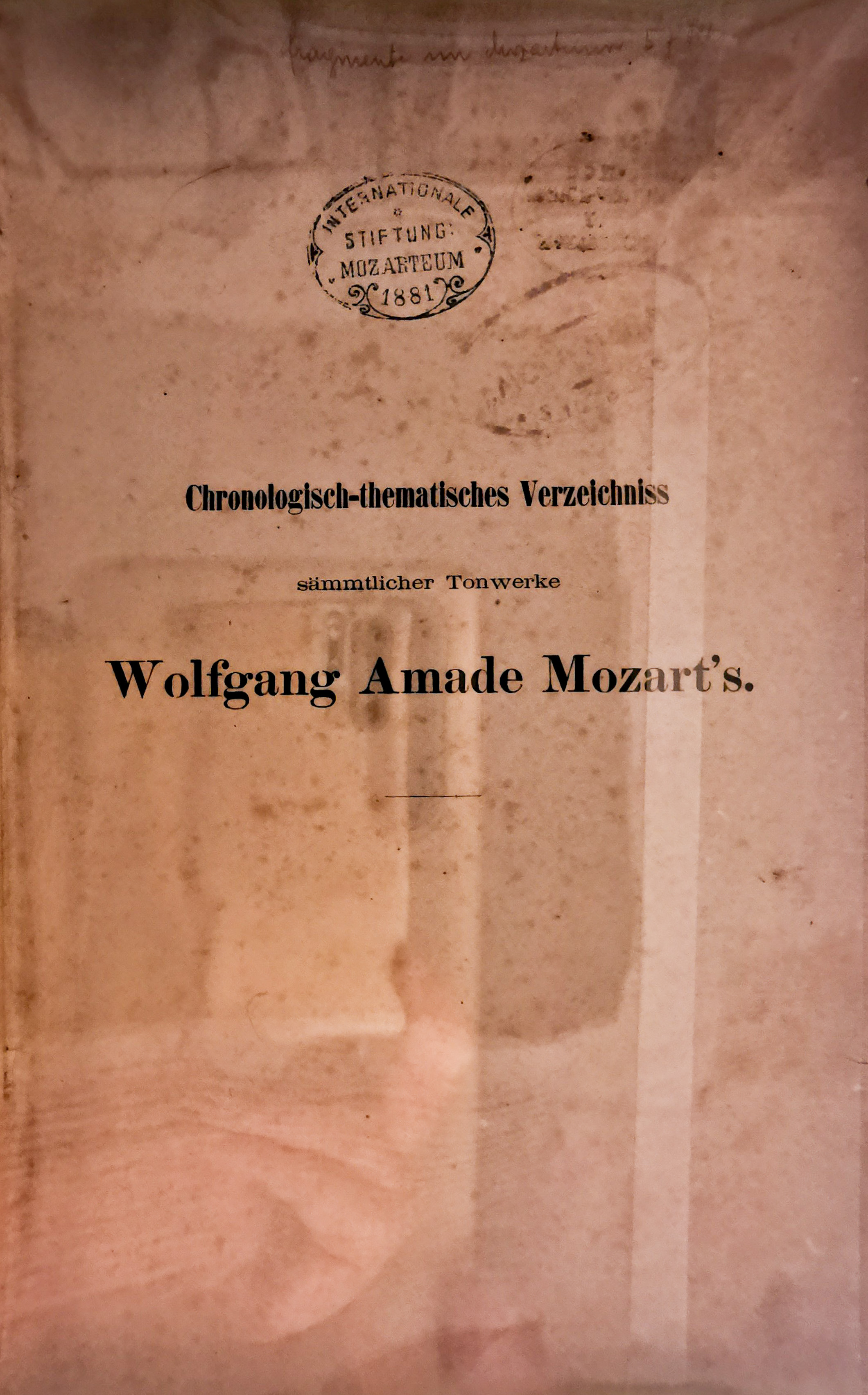
Schmutztitel der Erstausgabe

Das Köchelverzeichnis ist ein Werkverzeichnis der Kompositionen von Wolfgang Amadeus Mozart. Es wurde erstmals 1862 von Ludwig von Köchel herausgegeben und trägt den vollständigen Titel: Chronologisch-thematisches Verzeichniss sämmtlicher Tonwerke Wolfgang Amade Mozart’s. Nebst Angabe der verloren gegangenen, angefangenen, übertragenen, zweifelhaften und unterschobenen Compositionen desselben.

## Geschichte
Erste Ansätze zur Katalogisierung stammen von Mozarts Vater Leopold, der 1768 ein Verzeichnisz / alles desjenigen was dieser 12jährige Knab seit / seinem 7ten jahre componiert und in originali / kann aufgezeiget werden zusammenstellte, sowie von Mozart selbst, der ab Februar 1784 ein handschriftliches Verzeichnüss aller meiner Werke führte, das allerdings unvollständig ist und viele frühere Kompositionen sowie Gelegenheitswerke und Fragmente nicht umfasst. Wichtige Vorarbeiten stammen von Franz Gleißner und Heinrich Henkel, die im Auftrag des Musikverlegers Johann Anton André den in dessen Verlagsarchiv vorhandenen Nachlass katalogisierten (publiziert 1841). Es war aber Ludwig von Köchel, der als erster den Versuch unternahm, ein vollständiges Verzeichnis zu erstellen. Er sammelte viele Fakten über Mozart und nummerierte dessen Werke in chronologischer Reihenfolge. Eine handschriftliche Fassung Köchels seines ersten Verzeichnisses befindet sich heute im Archiv der Gesellschaft der Musikfreunde in Wien. Die erste Auflage des Verzeichnisses erschien 1862, seitdem wurde es von namhaften Musikwissenschaftlern auf den jeweils neuesten Stand der Forschung gebracht.
Die Abkürzung für Köchelverzeichnis ist KV (bzw. K im Englischen). So hat beispielsweise die berühmte Kleine Nachtmusik die Bezeichnung KV 525. Insgesamt enthält das Köchelverzeichnis 626 nummerierte Werke Mozarts; hinzu kommt eine Reihe von Nachträgen.
Ab der 3. Auflage (1937, von Alfred Einstein) wurden die Nummern etlicher Werke geändert; die neuen Nummern wurden chronologisch eingeordnet und enthalten oft einen zusätzlichen Kleinbuchstaben (z. B. „Sinfonia concertante für Violine und Viola Es-Dur“, ursprünglich KV 364 – jetzt KV 320d). Besonders viele Umstellungen brachte die 6. Auflage (1964, von Franz Giegling, Gerd Sievers und Alexander Weinmann). Mit diesen Änderungen wurden neue Erkenntnisse über die Chronologie der Werkentstehung und den Zusammenhang einzelner Werke berücksichtigt. Außerhalb der Wissenschaft haben sich diese Änderungen nicht durchgesetzt. Musikverlage, Konzertveranstalter, Autoren populärer Handbücher und die Musikindustrie verwenden nach wie vor Köchels ursprüngliche Nummerierung. Oftmals werden auch beide Nummerierungen angegeben, etwa in der Form KV 110 (KV6 75b).
1993 beauftragte der Verlag Breitkopf & Härtel ein Expertenteam unter der Leitung des US-amerikanischen Musikwissenschaftlers Neal Zaslaw mit der Erarbeitung einer Neuausgabe des Köchelverzeichnisses. Die Neuausgabe wurde im September 2024 der Öffentlichkeit vorgestellt. Gleichzeitig  stellte die Internationale Stiftung Mozarteum eine digitale Version des Verzeichnisses mit den aktuellen Werknummern und Basisinformationen zu allen Werken auf aktuellem Forschungsstand online.
| Auflage | Jahr | Bearbeiter                                                              | Verlag                          | Anmerkung | Weitere Ausgaben                                                                                           |
| ------- | ---- | ----------------------------------------------------------------------- | ------------------------------- | --- | --- |
| 1.      | 1862 | Ludwig von Köchel                                                       | Breitkopf & Härtel, Leipzig     | | Microfilm-Ausgabe: Edwards, Ann Arbor [1940]; Fotomechanischer Nachdruck: Olms, Hildesheim 2006            |
| 2.      | 1905 | Paul von Waldersee                                                      | Breitkopf & Härtel, Leipzig     | | Microfiche-Ausgabe: München, Saur [o. J.]                                                                  |
| 3.      | 1937 | Alfred Einstein                                                         | Breitkopf & Härtel, Leipzig     | | Ann Arbor 1947 mit Supplement „Berichtigungen und Zusätze“                                                 |
| 4.      | 1958 | Alfred Einstein                                                         | Breitkopf & Härtel VEB, Leipzig | unveränderte Neuauflage | |
| 5.      | 1961 | Alfred Einstein                                                         | Breitkopf & Härtel VEB, Leipzig | unveränderte Neuauflage | weitere Auflagen bei Breitkopf & Härtel VEB Leipzig: 1969 (als 6. Auflage gezählt), 1975, 1980, 1984, 1989 |
| 6.      | 1964 | Franz Giegling, Gerd Sievers, Alexander Weinmann                        | Breitkopf & Härtel, Wiesbaden   | in Doppelnummerierung | |
| 7.      | 1965 | Franz Giegling, Gerd Sievers, Alexander Weinmann                        | Breitkopf & Härtel, Wiesbaden   | unveränderte Neuauflage | |
| 8.      | 1983 | Franz Giegling, Gerd Sievers, Alexander Weinmann                        | Breitkopf & Härtel, Wiesbaden   | unveränderte Neuauflage | Nachdruck 1999                                                                                             |
| [9.]    | 2024 | Neal Zaslaw, für die Stiftung Mozarteum, vorgelegt von Ulrich Leisinger | Breitkopf & Härtel, Wiesbaden   | Neuausgabe, beruhend auf den aktuellsten Ergebnissen der internationalen Mozart-Forschung, in der ursprünglichen Nummerierung Köchels | |

## Ausgaben und Auflagen
- Ludwig Ritter von Köchel: Chronologisch-thematisches Verzeichniss sämmtlicher Tonwerke Wolfgang Amade Mozart's. Nebst Angabe der verloren gegangenen, angefangenen, übertragenen, zweifelhaften und unterschobenen Compositionen desselben. Breitkopf & Härtel.
  - 1. Auflage, Leipzig 1862, XVIII, 551 S. (archive.org oder Google Buch in der Google-Buchsuche); Nachdruck: Olms, Hildesheim 2006, ISBN 978-3-487-13130-6.
  - 2. Auflage, bearbeitet und ergänzt, Hrsg. von Paul Graf von Waldersee, Leipzig 1905 (archive.org).
  - 3. Auflage, Leipzig 1937, Hrsg. von Alfred Einstein, XLIX, 984 S.; Nachdruck 1989.
    - 3. Auflage, Ann Arbor 1947, Hrsg. von Alfred Einstein, XLIX, 1052 S.; urn:nbn:de:101:1-201312021868 (enthält Supplement „Berichtigungen und Zusätze“, zuerst erschienen in: Music Review, 1940–45).

  - 6. Auflage, Wiesbaden 1964, Hrsg. von Franz Giegling, Alexander Weinmann und Gerd Sievers, CXLIII, 1024 S. (onb.ac.at).
  - 7. Auflage, Wiesbaden 1965, unveränderte Auflage
  - 8. Auflage, Wiesbaden 1983, Nachdruck der 6. Auflage, ISBN 3-7651-0019-6.
  - Neuausgabe 2024 [9. Auflage], Wiesbaden 2024, ISBN 978-3-7651-0300-1.
- Hellmuth von Hase: Der kleine Köchel. Chronologisches und systematisches Verzeichnis sämtlicher musikalischen Werke von Wolfgang Amadé Mozart.
  - Zusammengestellt auf Grund der 3., von Alfred Einstein bearbeiteten Auflage. Breitkopf & Härtel, Wiesbaden 1951.
  - Zusammengestellt auf Grund der 6., von Franz Giegling [u. a.] bearbeiteten Auflage Breitkopf & Härtel, Wiesbaden 1965, ISBN 3-7651-0020-X.